# Houstonia humifusa
Houstonia humifusa là một loài thực vật có hoa trong họ Thiến thảo. Loài này được (Engelm. ex A.Gray) A.Gray mô tả khoa học đầu tiên năm 1859.